# マルセロ・ビエルサ
マルセロ・アルベルト・ビエルサ・カルデラ（Marcelo Alberto Bielsa Caldera (スペイン語発音: [maɾˈselo alˈβeɾto ˈβjelsa], 1955年7月21日 - ）は、アルゼンチン出身の元サッカー選手、サッカー指導者。
戦術マニアとして知られるうえ、趣味がサッカーの試合のビデオ収集であることから、変人を意味する「エル・ロコ」（El Loco [ˈloko]）の異名を持つ。

## 経歴

### 初期の経歴
幼少期よりサッカーが好きでニューウェルズ・オールドボーイズのファンであった。ビエルサの一族は政治家か法律家になる者が多かったが、これに反しサッカーに携わる職業に就くことを選択し、サッカーを続けながら私立高校に通い大学を卒業した。
1970年代後半にはディフェンダーとしてオールドボーイズでプレーするも、25歳で現役引退。すぐにコーチに転身し、オールドボーイズの下部組織の指導者になった。

### 監督へ
1990年にオールドボーイズのトップチームの監督に就任すると、初年度にプリメーラ・ディビシオンを制覇。1992年にはコパ・リベルタドーレスで決勝に駒を進めるも、PK戦の末にサンパウロ（ブラジル）に敗れ、準優勝に終わった。この頃、選手たちに「このように動け」と手本として見せていたのが、まだアヤックスに入団する前でほとんど知られていなかったヤリ・リトマネンの映像であった。
その後、メキシコに拠点を移し、アトラスおよびクルブ・アメリカの指揮を執った。帰国後はベレス・サルスフィエルドを率いてクラウスーラ1997を制覇した。

### アルゼンチン代表監督
1998年にはエスパニョールの監督に就任するも、ほどなくして辞任し、ダニエル・パサレラの後任としてアルゼンチン代表監督に就任。
アヤックスの3-4-3システムを発展させたような3-3-1-3システムを採用し、ロベルト・アジャラ、フアン・セバスティアン・ベロン、エルナン・クレスポらが円熟期に入ったチームは、2002 FIFAワールドカップ南米予選で強さを見せた。
両サイドにウイングやセカンドトップの選手を配する形を好んだため、典型的なセンターフォワードのガブリエル・バティストゥータとクレスポが併用されることは無かった。またボカ・ジュニアーズのフアン・ロマン・リケルメの古典的なプレースタイルを好まず、積極的に起用しようとはしなかった。
2002年の本大会ではフランス代表と共に優勝候補の一角に挙げられたがグループリーグ敗退した。
責任を取る形で辞任するものと思われたが最終的に留任した。2004年にはU-23アルゼンチン代表を率いてアテネオリンピックで優勝したが、その直後に監督を辞任した。

### チリ代表監督
2007年8月、チリ代表の監督に就任。代表の合宿所の宿泊施設に住み始めてメディアを驚かせた。
2010 FIFAワールドカップ・南米予選ではブラジルに次ぐ2位という好成績で、チリを3大会ぶり8回目のW杯出場に導いた。南アフリカW杯本大会では、62年大会以降白星のなかったチリ代表を16強に導いた。
W杯後もチリ代表監督を務めていたが、自身を招聘したチリサッカー協会会長のハロルド・マイネ・ニコルスが会長選挙で再選されなかったため、2010年11月17日に行われたウルグアイ代表との親善試合を最後に、2011年1月に退任した。

### アスレティック・ビルバオ監督

#### 監督就任の経緯
アスレティック・ビルバオでは2011年7月に会長選挙が行われることが決定しており、当時の現職のフェルナンド・ガルシア・マクアと、43歳のホス・ウルティアが立候補した。ガルシアはUEFAヨーロッパリーグ予選前に監督を交代することが危険だとして、ホアキン・カパロス監督を続投させる重要性を主張した。
対するウルティアは、「マルセロ・ビエルサは7〜8人いる世界最高の監督の一人だ」とビエルサを高く評価して、ビエルサの監督招聘を公約にした。
当時、ビエルサはレオナルド監督の退任が決まっていたインテルや、2010 FIFAワールドカップ後に岡田武史が退任した日本代表からも監督就任の打診を受けていた。
7月7日に行われたアスレティック・ビルバオの会長選挙ではウルティアが当選し、カパロスが監督の座を退いてビエルサの就任が決定した。ウルティアの会長就任により、クラブのフロントは一新され、技術スタッフはもちろん、下部組織の各カテゴリーの指導者も大幅に入れ替わった。2010-11シーズンまでアトレティコ・マドリードの育成部長を務めていたアモロトゥルがハビエル・イルレタと入れ替わる形で新強化部長となった。

#### 監督就任後
就任会見では「開幕戦のこの1試合のためだけでもこの土地に来た甲斐があるのではないか。そんな風に思えるのです」と語った。2007年から務めていたチリ代表監督の座を2011年2月に離れて以来の現場復帰だった。
リーグの序盤は戦術が浸透せず、開幕戦では昇格組のラージョ・バジェカーノとの試合を1-1で引き分け、続くエスパニョール戦、レアル・ベティス戦に負けて、その後2試合も勝てず開幕戦から0勝2分3敗と序盤はチーム史上最低の結果になった。この時点では開幕戦から勝ち星がなかったが、UEFAヨーロッパリーグ・グループリーグでパリ・サンジェルマンに勝つと、第7節のレアル・ソシエダとのバスクダービーにCFフェルナンド・ジョレンテの2得点で勝利してリーグ戦初勝利を飾る。第8節では前線からのプレスが機能し、同じくバスク勢のオサスナに3-1で勝利した。このシーズンのホーム初勝利だった。
第10節ではアトレティコ・マドリードに3-0で勝ち公式戦7試合負けなしとした。10月23日に行われた第9節バレンシア戦でMFカルロス・グルペギが左ひざの前十時じん帯を断裂し、2011-12シーズンの残りの試合に出場することが出来なくなる。グルペギは主将を務めており、ピッチの内外でのキーマンのひとりだった。ビエルサは会見で「グルペギ不在は、チームにとって大きな痛手だ。彼は絶対に練習で手を抜かない選手で、卓越した仕事をする人間だからだ」とコメントした。
第12節ではバルセロナをホームのサン・マメスに迎えて2-2で引き分けた。バルセロナのジョゼップ・グアルディオラ監督は「本当にすばらしい試合で、サッカー賛歌のようだった」とムンド・デポルティーボ紙で話した。この試合の前にビエルサはチームに向けて「バルサは世界一のチームだ。現在のバルサに勝利することは、唯一無二の偉大な挑戦だ」と話していた。この頃にはビエルサのサッカーがビルバオに浸透してきていて、ジョレンテが「僕たちはバルサ戦で向上してきていることを確信した」と語ったようにチームの状況は開幕当時よりも改善されていた。ビルバオは第12節を終えて9位につけていた。
バルセロナと引き分けた後の第13節では敵地エスタディオ・ラモン・サンチェス・ピスフアンでセビージャと対戦し、2-1で勝利を収めた。試合後会見では「攻撃、守備の両面で、チームは私の好むプレーを見せてくれた。勝利を収めることは簡単ではない。だが、正当な勝利だ」と話して、チームのパフォーマンスに満足していることを示した。また、ビエルサはシーズン開始前の夏にセビージャの指揮官に就任する可能性が報じられていた。このことに関しては、会見で「都合の良い話ではない」と話して深くは言及しなかった。この試合では、ビルバオ史上初となる黒人との混血選手となるU-19スペイン代表DFジョナス・ラマーリョがデビューを飾った。父親がアンゴラ人、母親がバスク人でアンゴラとスペインの二重国籍を持つらラマーリョはカンテラ（下部組織）時代からイケル・ムニアインらとチームメイトで、このデビューによってビルバオの国際化を推し進めることとなった。
その後、リーグ戦、UEFAヨーロッパリーグ、コパ・デル・レイの両立によって、チームに疲労が増し、故障者も増えていく。UEFAヨーロッパリーグ、コパ・デル・レイではともに決勝戦まで進むことが出来たが、リーグでは目標のUEFAチャンピオンズリーグ出場圏内から徐々に離れていくことになる。リーグでの最終順位は10位だった。
なかなか順位を上げることが出来ないリーグでの戦いに反して、UEFAヨーロッパリーグでは準決勝でスポルティング・クルーベ・デ・ポルトゥガル戦に2試合合計4-3で勝利し、決勝進出を決めた。アウェーの1stレグは1-2で負け、ホームで行われた2ndレグは3-1で勝利した。
決勝戦は5月9日に行われた。決勝戦の対戦相手はアトレティコ・マドリードだった。ビルバオにとって1977年以来の欧州の舞台での決勝戦で、欧州での初タイトルを獲得するチャンスだったが、0-3で敗れている。ビエルサは試合後の会見で「ひどく落胆している。相手がわれわれにさせようとしているサッカーをしてしまって、いいサッカーが出来なかった。チームのプレーの責任は私にある。」と話した。
コパ・デル・レイでは準決勝でセグンダ・ディビシオンB（3部相当）のCDミランデスに勝利して決勝進出を決めた。決勝ではバルセロナと対戦したが0-3で敗れて準優勝に終わった。
結局、このシーズンはリーグではチャンピオンズリーグ出場権を逃し、コパ・デル・レイ、UEFAヨーロッパリーグでもタイトルを獲得することが出来なかった。しかし、チームのクオリティーを向上させたことと、二つのトーナメントでチームを決勝まで導いたことが評価されて、契約を2013年まで延長した。

#### 戦術
アスレティック・ビルバオはバスク人の選手のみでチームを構成するバスク純血主義を掲げている。監督はバスク人でなくてもいいが、選手はバスク人のみである。ビエルサが選手に求めるのはチームへの献身と忠誠心で、ビエルサのスタイルを試合で実践するためには選手は豊富な運動量を求められる。
そして、ビルバオはバスク地方の象徴のチームであり、選手のチームに対する献身と忠誠心は強い。また、伝統的にバスク人はフィジカルも強くハードワークも出来る。ビルバオとビエルサの相性はいいと考えられる。
ビエルサは2010-11シーズンまでの[4-2-3-1]を止め、自身の得意とする[3-4-3]と[4-3-3]の二つのフォーメーションを使っている。
1990年代のアヤックスやバルセロナなどが[3-4-3]のスタイルを用いていることで有名で、また、他の監督ではジャン・ピエロ・ガスペリーニやアルベルト・ザッケローニなどが好んで[3-4-3]を用いる。
ポジショニング重視のアヤックスやバルセロナと異なり、ビエルサのスタイルでは豊富な運動量が選手に求められる。
ビエルサは[3-4-3]と[4-3-3]の二つのフォーメーションを使い分けており、相手が1トップの場合には4バック、相手が2トップの場合には3バックを使用している。
[3-4-3]の場合の攻め方はまず、3バックと1ボランチでボールを保持する。次にサイドのウイングが下がりながらクサビを引き出す。そしてウイングバックがウイングに入ったクサビのボールを受け取るか、場合によっては空いたタッチライン際のスペースへと走りこむ。
この時に上手くウイングにボールが入らない場合は、ウイングバックがウイングと交代に中に入るか、ウイングが降りてきて出来たスペースをトップ下が使う。このように、サイドの選手が常に反対の動きをするのがビエルサの戦術の特徴である。
もし3バックからのボールの出しどころがなければ、ボランチにボールをいったん預けてやりなおす。このようなパターン攻撃でサイドを崩したあとは、ゴール前へとボールを送る。ゴール前には逆サイドのウイング、ワントップ、ウイングバック・ウイング・トップ下の内一人の計3人がゴール前でセンタリングを待つ。
守備の際には、両サイドのウイングバックがボランチと同じラインまで下がって3ボランチのようになる。ディフェンスは基本的に自分のポジションに近い選手を捕まえるマンマークであり、ボールサイドではウイングとウイングバックがペアで守り、逆サイドのウイングバックがボランチの方へと絞って数的有利を作り出す。
[4-3-3]の場合の攻め方も基本的には[3-4-3]の時と同じで、ウイングバックをつとめる選手がそのままサイドバックに入り、トップ余った一人がトップ下に入る。つまり[4-1-2-3]の形になる。

### マルセイユ監督
2014年4月20日、オリンピック・マルセイユのヴァンサン・ラブルン会長が、ビエルサが2014-15シーズンからマルセイユの監督就任が合意したことを明らかにした。
2015年8月8日、マルセイユの監督を辞任することを、クラブ公式サイトで発表した。

### ラツィオ監督
2016年7月6日、SSラツィオの監督に就任。しかしその2日後である7月8日に辞任を発表し、一試合も指揮を執ることなくチームを去るという珍事が起こった。

### リール監督
2017年より、リールの監督に就任した。だが下位に低迷し、さらに11月に無断でチリへ渡航したことでクラブから職務停止処分を受け、11月22日に解任された。

### リーズ・ユナイテッド監督
2018年6月、リーズ・ユナイテッドの監督に就任した。中盤までは首位を維持するも後半に失速して自動昇格の2位以内を逃してプレーオフに回ったがダービー・カウンティに敗れて昇格を逃した。
第27節のダービー・カウンティ戦前日、相手の練習場へ視察者を送り込んでいたことが発覚した。さらにこれまでの全ての対戦相手に対しても同様の行為を行っていたと明かした。リーグは「リーグに関する全ての事項及び業務について、各クラブは最大限の誠意をもって各クラブとリーグに対して行動する」という規約に違反したとして、リーズに対して罰金20万ポンドの罰金処分を科した。ただし、ビエルサは全責任は自らにあるとしてチームに対する罰金を全額個人で支払った。
第45節のアストン・ヴィラ戦では、相手選手が倒れている間にプレーを止めずにゴールを決めたことにより両軍の選手が入り乱れる乱闘騒ぎとなり退場者まで出てしまった。ビエルサはここでプレーを止めゴールをさせるように指示。結局ゴールを決めさせることにより1-1のイーブンとなった。試合はこのまま終了してリーズは自動昇格の2位以内の可能性が消えることとなった。このプレーによりFIFAフェアプレー賞を受賞する。
2019-2020シーズンは2位のWBAに勝ち点10の大差をつけて優勝し、プレミアリーグへ自動昇格をした。ビエルサ自身も11月と7月の月間最優秀監督に選ばれている。
プレミアリーグ昇格の2020-2021シーズンは同時昇格した2チームが苦しむ中、最後の10試合を1敗で凌ぐなど大健闘し9位で終えた。
しかし、2021-22シーズンは下位に低迷し、2022年2月27日に解任された。

## 家族
2003年から2005年までアルゼンチンの外務大臣を務めたラファエル・ビエルサは実兄。また、実姉のマリア・イウヘニアもサンタフェ州の副知事を務めた。祖父は法律学者であり、父は弁護士、母は教師である。

## 監督成績
2021年2月8日現在
| クラブ                           | 国               | 就任           | 退任           | 記録 | 記録 | 記録 | 記録 | 記録   |
| クラブ                           | 国               | 就任           | 退任           | 試   | 勝   | 分   | 敗   | 勝率   |
| -------------------------------- | ---------------- | -------------- | -------------- | ---- | ---- | ---- | ---- | ------ |
| ニューウェルズ・オールドボーイズ | アルゼンチンの旗 | 1990年         | 1992年         | 94   | 39   | 37   | 18   | 041.49 |
| アトラス                         | メキシコの旗     | 1992年         | 1994年         | 78   | 29   | 24   | 25   | 037.18 |
| アメリカ                         | メキシコの旗     | 1995年         | 1996年         | 40   | 12   | 18   | 10   | 030.00 |
| ベレス・サルスフィエルド         | アルゼンチンの旗 | 1997年         | 1998年         | 38   | 22   | 12   | 4    | 057.89 |
| エスパニョール                   | スペインの旗     | 1998年7月10日  | 1998年10月19日 | 9    | 2    | 4    | 3    | 022.22 |
| アルゼンチン                     | アルゼンチンの旗 | 1998年10月20日 | 2004年9月15日  | 68   | 42   | 16   | 10   | 061.76 |
| チリ                             | チリの旗         | 2007年7月11日  | 2011年2月4日   | 66   | 34   | 12   | 20   | 051.52 |
| アスレティック・ビルバオ         | スペインの旗     | 2011年7月7日   | 2013年6月30日  | 112  | 43   | 31   | 38   | 038.39 |
| マルセイユ                       | フランスの旗     | 2014年5月17日  | 2015年8月8日   | 41   | 21   | 7    | 13   | 051.22 |
| ラツィオ                         | イタリアの旗     | 2016年7月6日   | 2016年7月8日   | 0    | 0    | 0    | 0    | —      |
| リール                           | フランスの旗     | 2017年5月24日  | 2017年12月15日 | 19   | 5    | 5    | 9    | 026.32 |
| リーズ・ユナイテッド             | イングランドの旗 | 2018年6月15日  | 2022年2月27日  | 124  | 66   | 21   | 37   | 053.23 |
| 合計                             | 合計             | 合計           | 合計           | 690  | 315  | 187  | 188  | 045.65 |

## タイトル
いずれも指導者として。

### クラブ
ニューウェルズ・オールドボーイズ
- プリメーラ・ディビシオン : 1990-91, 1991-92C

ベレス・サルスフィエルド
- プリメーラ・ディビシオン : 1997-98C

### 代表
アルゼンチン代表
- オリンピックサッカー : 2004 アテネ 金メダル

### 個人受賞歴
- 国際サッカー歴史統計連盟 (IFFHS) 選出 最優秀代表監督 : 2001
- 南米年間最優秀監督賞 : 2009